# Luca Carrick-Smith
Luca Carrick-Smith (* 13. Mai 2005 in Schottland) ist ein britischer Skirennläufer.

## Biographie
Carrick-Smith ist der Sohn der ehemaligen Skirennläuferin Emma Carrick-Anderson. Im Alter von zwei Jahren zog er gemeinsam mit seinen Eltern nach Frankreich, wo seine beiden Brüder Zak und Freddy geboren wurden, welche ebenfalls als Skirennläufer aktiv sind.
Sein internationales Renndebüt feierte er am 13. November 2021 bei einem Juniorenrennen am Pass Thurn. Sein erstes internationales Großereignis bestritt er etwas mehr als ein Jahr später beim Europäischen Olympischen Winter-Jugendfestival in der Region Friaul-Julisch Venetien. Dort erreichte er bei den in Tarvis ausgetragenen Alpinen Wettkämpfen als bestes Ergebnis den 21. Platz im Riesenslalom.
Bei den Juniorenweltmeisterschaften 2025 konnte Carrick-Smith die Bronzemedaille im Slalom hinter dem Norwegen Theodor Brækken und dem Schweden Gustav Wissting gewinnen. Es war dies die erst die zweite Medaille für Großbritannien bei Juniorenweltmeisterschaften. Die erste gewann Graham Bell 1984 in der Abfahrt.

## Erfolge

### Juniorenweltmeisterschaften
- Tarvis 2025: 3. Slalom

### Europäisches Olympisches Winter-Jugendfestival
- Tarvis 2023: 21. Riesenslalom, 40. Super-G, DNF Slalom

### Weitere Erfolge
- 2 Siege bei FIS-Rennen
- Sieg bei den Osttimorischen Meisterschaften im Slalom (2023)
- Sieg bei den Estnischen Meisterschaften im Slalom (2025)